# Stephanie Maxwell-Pierson
Stephanie Maxwell-Pierson (Somerville, 4 de enero de 1964) es una deportista estadounidense que compitió en remo.
Participó en dos Juegos Olímpicos de Verano, obteniendo una medalla de bronce en Barcelona 1992, en la prueba de dos sin timonel, y el sexto lugar en Seúl 1988, en el ocho con timonel.
Ganó cuatro medallas de plata en el Campeonato Mundial de Remo entre los años 1987 y 1991.

## Palmarés internacional
| Juegos Olímpicos   | Juegos Olímpicos       | Juegos Olímpicos  | Juegos Olímpicos   |
| Año                | Lugar                  | Medalla           | Prueba             |
| ------------------ | ---------------------- | ----------------- | ------------------ |
| 1992               | Barcelona (España)     | Medalla de bronce | Dos sin timonel    |
| Campeonato Mundial |                        |                   |                    |
| Año                | Lugar                  | Medalla           | Prueba             |
| 1987               | Copenhague (Dinamarca) | Medalla de plata  | Ocho con timonel   |
| 1990               | Tasmania (Australia)   | Medalla de plata  | Dos sin timonel    |
| 1990               | Tasmania (Australia)   | Medalla de plata  | Ocho con timonel   |
| 1991               | Viena (Austria)        | Medalla de plata  | Cuatro sin timonel |